# 2110 Мур-Сіттерлі
2110 Мур-Сіттерлі (2110 Moore-Sitterly) — астероїд головного поясу, відкритий 7 вересня 1962 року.
Тіссеранів параметр щодо Юпітера — 3,646.